# Барбалани (Арђеш)
Барбалани (рум. Bărbălani) насеље је у Румунији у округу Арђеш у општини Кука. Oпштина се налази на надморској висини од 454 m.

## Становништво
Према подацима из 2002. године у насељу је живело 78 становника, од којих су сви румунске националности.